# Jægerspris

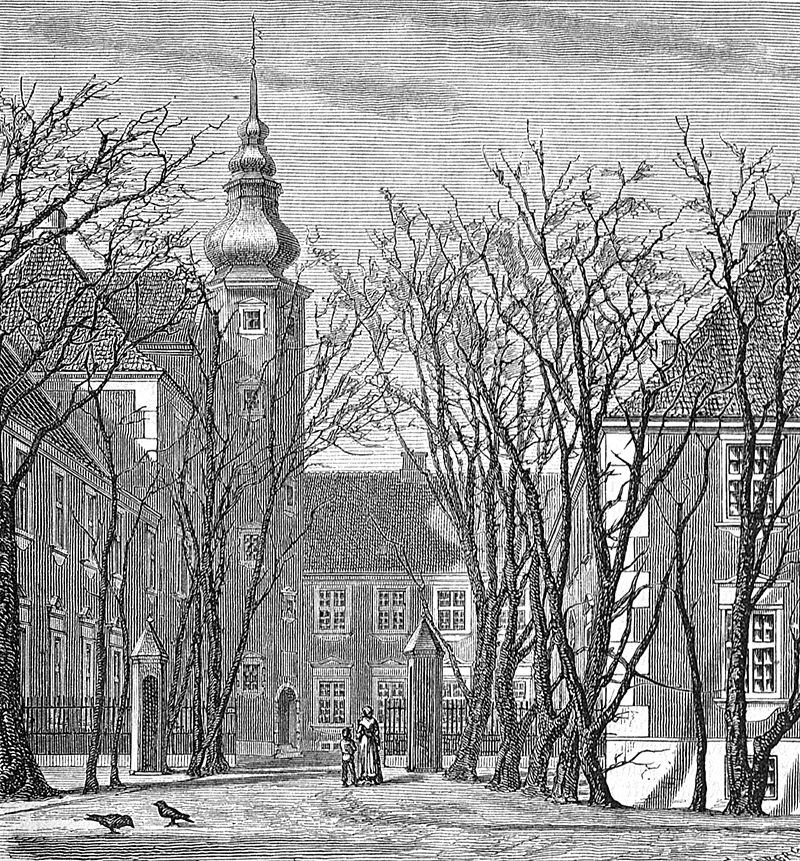
Jægerspris slot omstreeks 1870

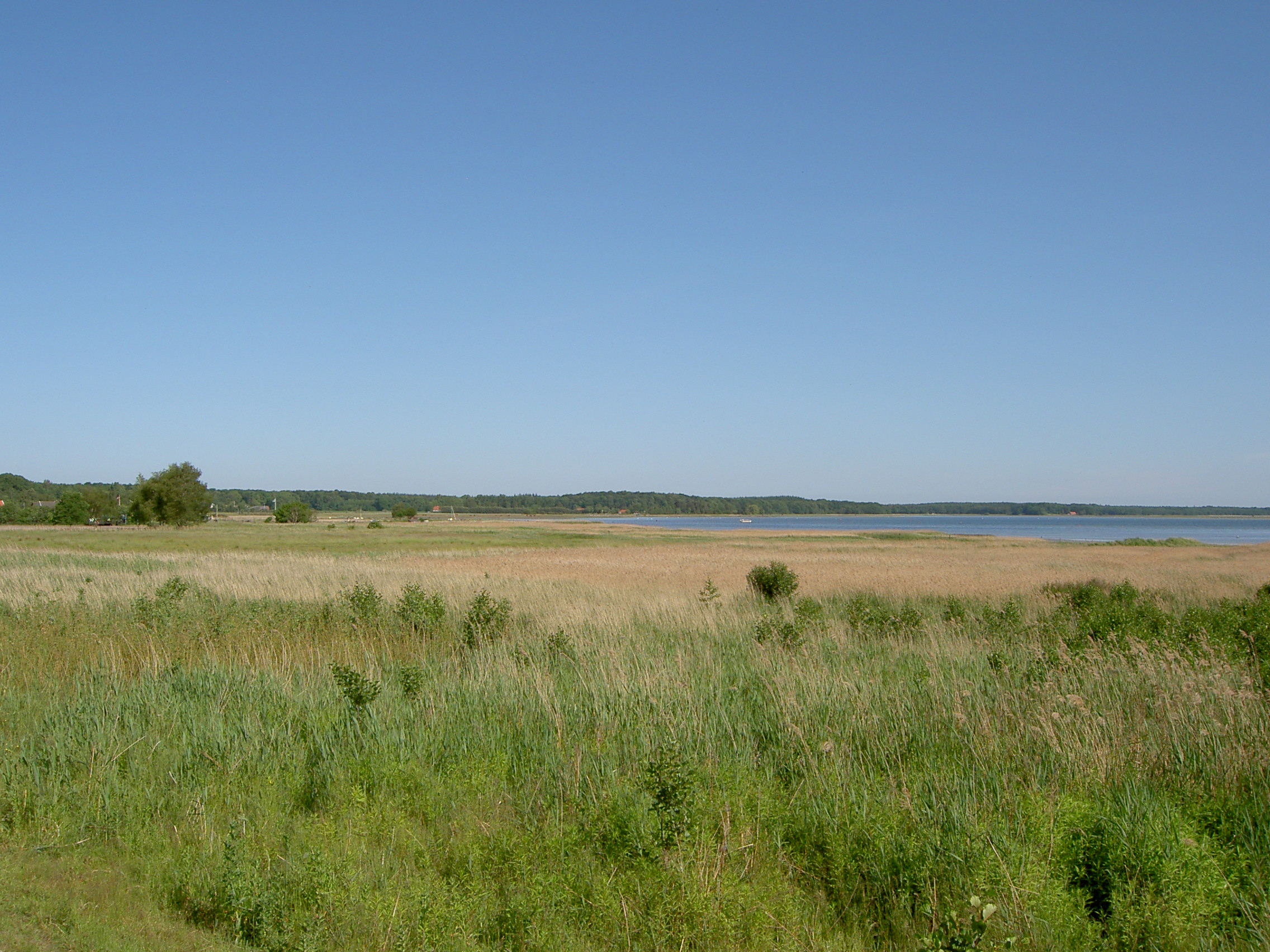
Roskildefjord vanaf Jægerspris

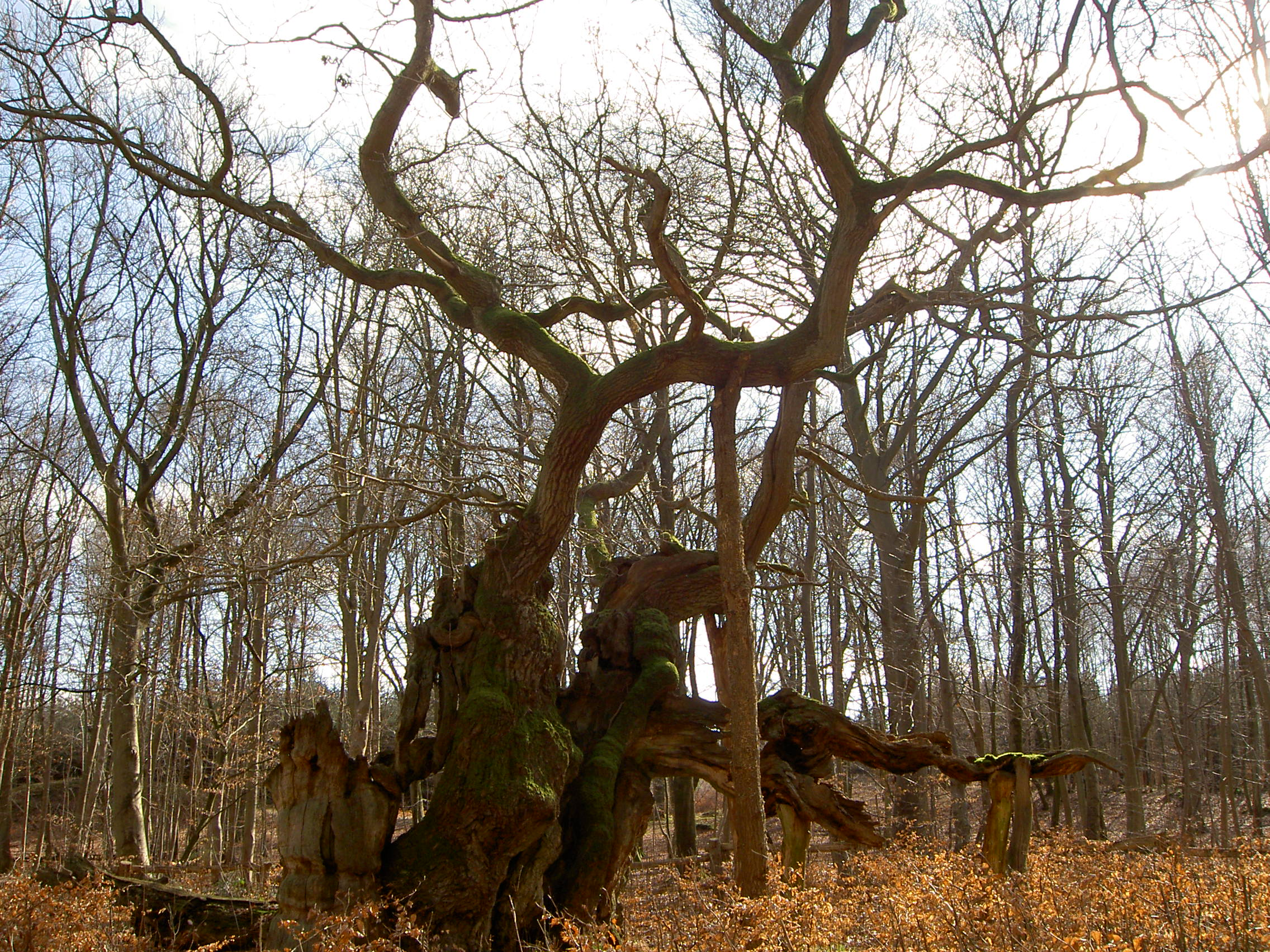
Kongeegen

Jægerspris (uitgesproken als Jeeàspries) is een plaats en voormalige gemeente in Denemarken op het eiland Seeland.

## Voormalige gemeente
De oppervlakte van de gemeente Jægerspris bedroeg 95,58 km². De gemeente telde 9480 inwoners waarvan 4817 mannen en 4663 vrouwen (cijfers 2005). Jægerspris telde in juni 2005 193 werklozen.
Bij de gemeentelijke herindeling van 2007 werden de gemeentes Frederikssund, Jægerspris, Skibby en Slangerup samengevoegd tot de nieuwe gemeente Frederikssund.

## Plaats
De plaats Jægerspris telt 4041 inwoners (2008) en ontstond rond 1870 rondom Jægerspris slot. De plaats bevindt zich tussen het Isefjord en het Roskildefjord.

## Toerisme
Jægerspris kent behoorlijk wat toerisme. De belangrijkste toeristische trekpleister is Jægerspris slot met het omringende landgoed Jægerspris. Hier hebben koning Frederik VII van Denemarken en zijn echtgenote Louise Rasmussen (beter bekend als Grevinde Danner) enkele jaren gewoond. In het slot bevindt zich momenteel een museum. Het omringende park is vrij toegankelijk.
Naast Jægerspris slot worden ook de drie oude eiken in het bos Nordskov door toeristen aangedaan. De oudste van deze eiken, Kongeegen, is tussen de 1500 en 2000 jaar en daarmee de oudste eik in Noord-Europa.

## Voorzieningen
In de plaats Jægerspris bevinden zich een Pedagogenseminarium, 2 Folkeskoler en verschillende kinderdagverblijven. Jægerspris kent verder 4 supermarkten, een bibliotheek en het museum in Jægerspris Slot.
Grevinde Danner besliste dat het landgoed Jægerspris, een geschenk van haar echtgenoot koning Frederik VII van Denemarken, na haar dood in 1874 voor goede doelen gebruikt diende te worden. Al snel gebruikte men het landgoed en het slot om weeskinderen op te vangen. Een deel van het landgoed is ingericht als begraafplaats voor zowel wezen als personeelsleden. Grevinde Danner ligt elders in het park begraven.
Tegenwoordig worden er op het landgoed Jægerspris behalve weeskinderen ook jongeren met psychische problemen opgevangen.

## Openbaar vervoer
Jægerspris wordt aangedaan door de buslijnen 229E, 239, 317, 322, 323 en nachtbus 98N.
- Virtual International Authority File: 245785897
- WorldCat: E39PBJmtybkpGxKW3B989RY3wC